# Parlamentswahl in Kirgisistan 2007
Aus den vorgezogenen Parlamentswahlen in Kirgisistan vom Dezember 2007 ging die Präsidentenpartei Ak Dschol als große Gewinnerin hervor: Bei einer Wahlbeteiligung von offiziell 73,86 % erreichte sie mehr als 45 % der Stimmen und erhielt dafür 71 der 90 Parlamentssitze.
Offizielles Ergebnis der Parlamentswahlen vom 16. Dezember 2007:
(Die Prozentzahl bezieht sich auf das Total der Wahlberechtigten.)
| Partei    | Stimmen   | %     | Mandate |
| --------- | --------- | ----- | ------- |
| Ak Dschol | 1.245.331 | 45,22 | 71      |
| Ata Meken | 228.125   | 8,28  | -       |
| SDPK      | 188.585   | 6,85  | 11      |
| KPK       | 140.258   | 5,09  | 8       |

Aus Sicht der OSZE waren die Wahlen indes weder fair noch frei: Kirgisistan habe eine Reihe von Verpflichtungen nicht eingehalten und damit eine Gelegenheit verpasst, das Land auf dem Weg zur Demokratie einen Schritt voranzubringen. Die folgenden mutmaßlichen Manipulationen hatten Auswirkungen:
- Die Oppositionspartei Ata Meken kam zwar landesweit auf über 8 % der Stimmen, erhielt aber im Stadtbezirk Osch nur 590 statt der nötigen 670 Stimmen. Sie scheiterte somit an der 0,5-Prozent-Klausel, wonach eine Partei in jedem Oblast und in den Städten Bischkek und Osch mindestens 0,5 % der Stimmen erreichen muss. Ata Meken versuchte erfolglos vor Gericht zu beweisen, dass sie die erforderliche Stimmenzahl deutlich übertroffen hatte.[4]
- Um die Präsidentenpartei nicht als einzige Partei ins Parlament einziehen zu lassen, wurden die Kommunistische Partei und die Sozialdemokratische Partei Kirgisistans auf über 5 % gehievt. Nach Auszählung von 95 % der Wahllokale lagen die Parteien noch bei etwa 3 %.[3]

Als Resultat der Parlamentswahlen war abzusehen, dass die Zusammenarbeit zwischen Parlament und Präsident ohne größere Konflikte ablaufen werde.